# Laconicum

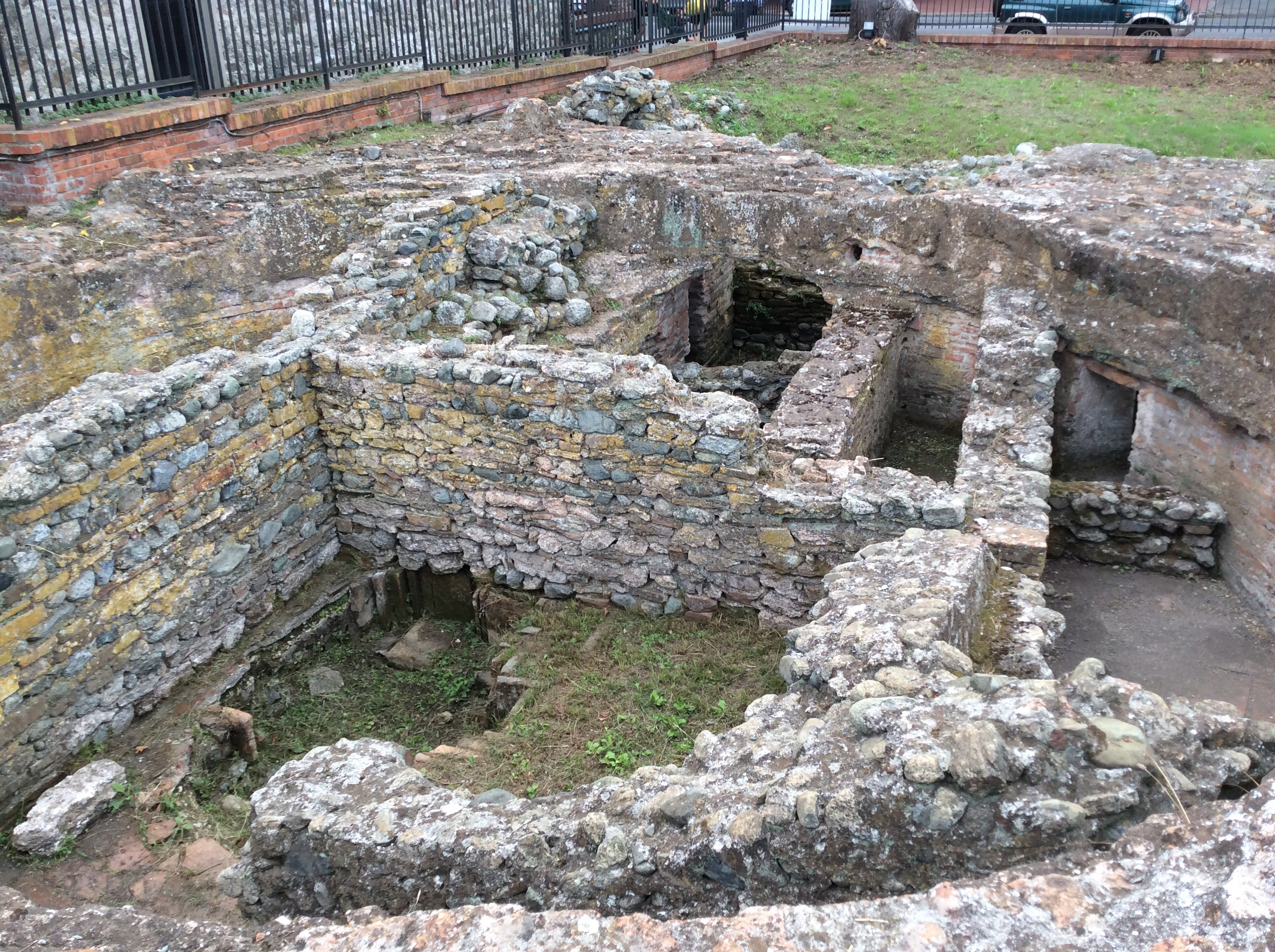
Laconicum (en primer plano) de la villa d'Alba Docilia (Albisola Superiore).

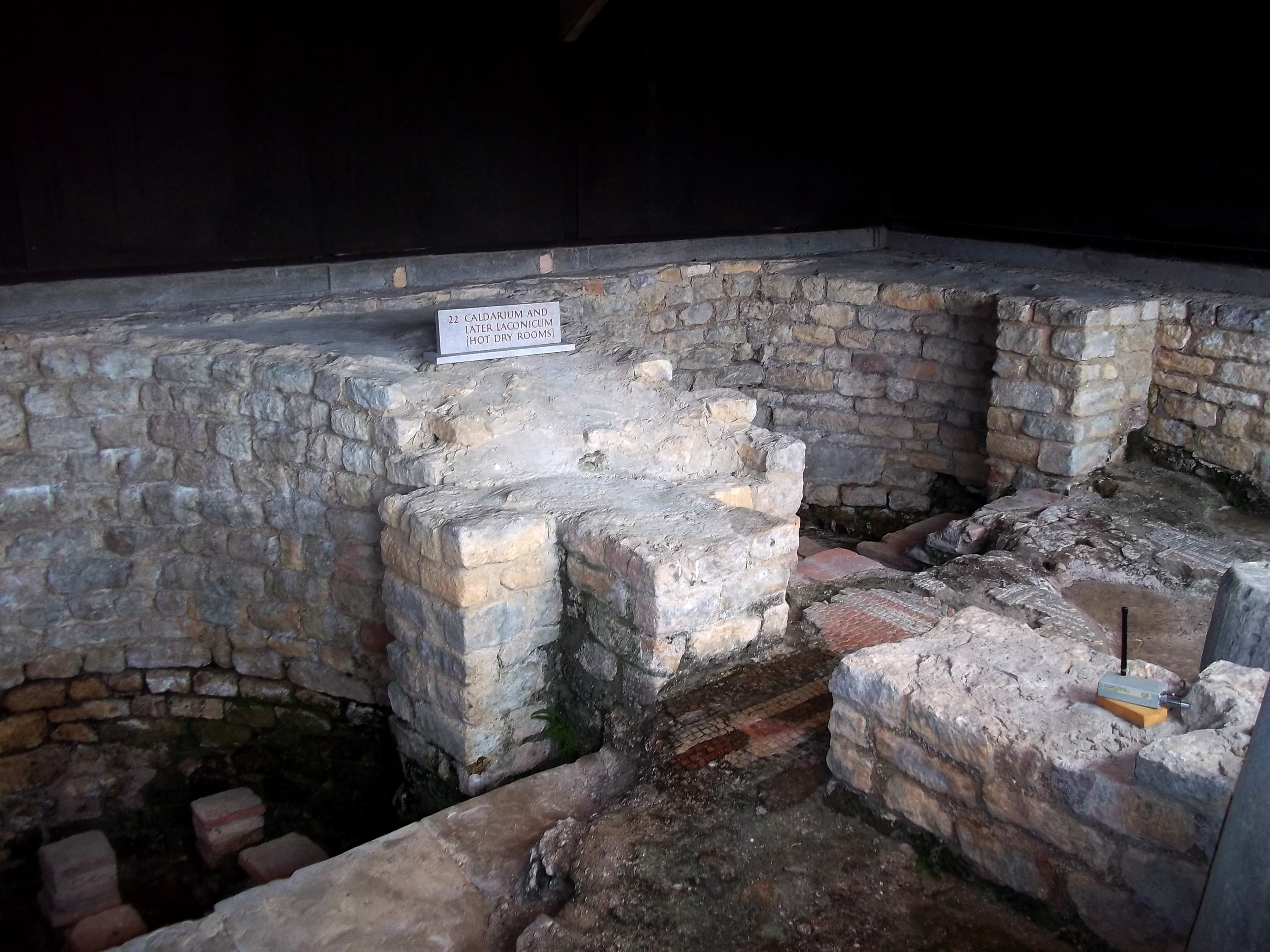
Laconicum en la villa romana de Chedworth.

El laconicum era la sala de sudoración seca de las termas romanas, contigua al caldarium o sala caliente 

## Etimología
La palabra latina laconicum es la latinización del griego λαχωνίχόν, que no significa 'estufa', sino 'laconiano, espartano, a la manera laconiana'. Sin embargo, ni Jenofonte ni Pausanias mencionaron el horno seco en sus descripciones de las actividades corporales espartanas, solo mencionaban baños de río helado. La forma espartana vista por los romanos consistía quizás en endurecer los contrastes térmicos encadenando el laconicum directamente a un baño de agua fría.

## Descripción
Según Vitruvio, el laconicum debe ser contiguo al tepidarium, en forma de rotonda tan ancha como alta, cerrada por un techo cónico con una abertura circular en la parte superior, de la que colgaba con cadenas un escudo de bronce, cuya altura, ya sea subiéndose o bajándose, regulaba la temperatura del cuarto de vapor. Esta sala no está sistemáticamente presente en las termas, pero por lo demás es la sala más caliente que también puede utilizarse como destrictarium.
Es parecido a un sudatorium, o baño de vapor, donde se añade agua para producir vapor.
Para la Galia Narbonense, Alain Bouet distingue cuatro tipos de laconica: sin seno, con seno simple, cuadrangular con schola labri (ábside con labrum) y cuadrangular con dos ábsides.
A veces, como en las antiguas termas de Pompeya, el laconicum se disponía en un ábside en un extremo del caldarium, pero por regla general era una sala separada, con una temperatura más alta y no tenía baño en ella. Además del hipocausto bajo el suelo, la pared estaba revestida con conductos de humos de cerámica. El laconicum más grande, de unos 23 metros de diámetro, fue el construido por Agripa en las termas de Agripa en el lado sur del Panteón, y Dion Casio (liii.23) se refiere a él y afirma que, además de otras obras, construyó la cámara de baño caliente que llamó Laconicum Gymnasium. Todos los rastros de este edificio se han perdido; pero en las adiciones hechas a las termas de Agripa por Septimio Severo se construyó otro laconicum más al sur, partes de las cuales todavía existen en el llamado Arco de Ciambella.
Se han encontrado laconia en lugares tan lejanos como la ciudad romana de Cuicul, en la actual Argelia.